# 昆石铁路

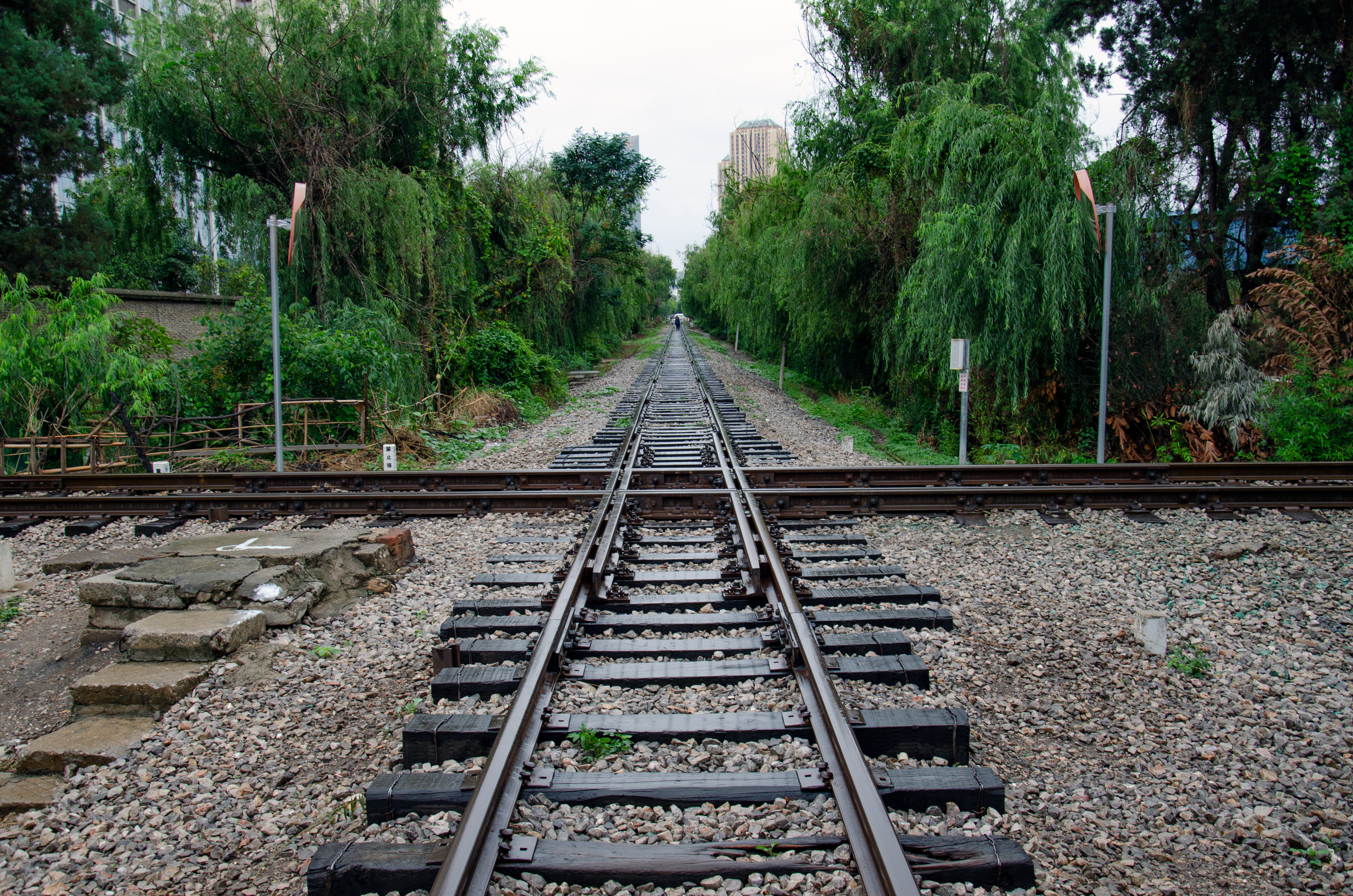
昆石线与原云南冶炼厂专用线交汇处“大十字”，形成铁路与铁路平交之景象

昆石铁路是中国云南省昆明市区内从昆明北站到石咀站的米轨铁路。业主为昆明铁路局。长12km。

## 路线
沿途设昆明北站、麻园站、石咀站

## 历史
最初是1938-1942年修建的滇缅铁路的最东段。1958年改建复建为昆一铁路。1980年5拆除了昆草铁路的安宁至石咀段之后，剩余的铁路即为昆石铁路，用于服务于沿线的市区内工厂企业。2017年12月13日，为了配合昆明地铁4号线施工，部分昆石铁路路段被拆除，昆石铁路自此停运。